# Amtsgericht Emmendingen

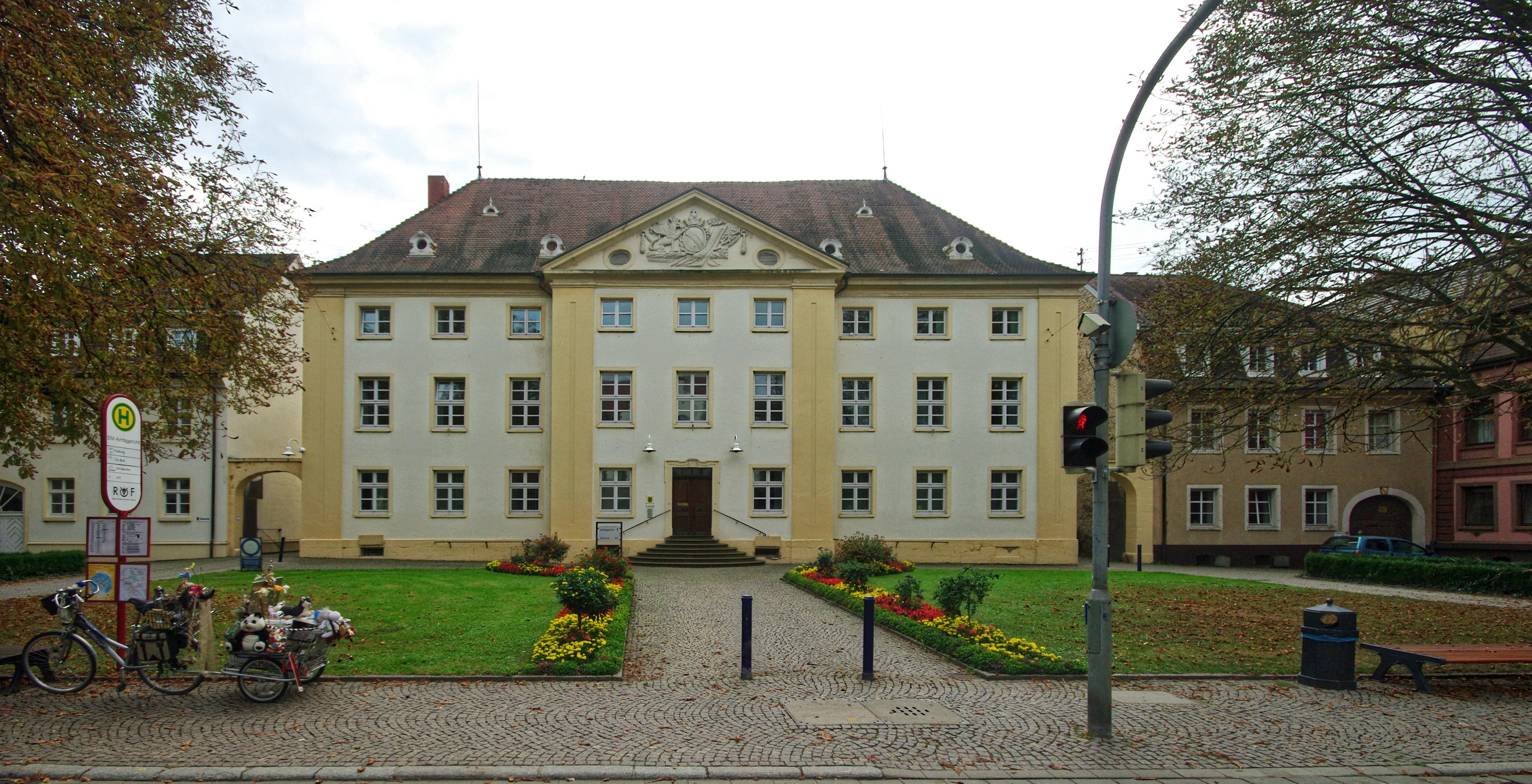
Das Amtsgerichtsgebäude

Das Amtsgericht Emmendingen ist ein Gericht der ordentlichen Gerichtsbarkeit und eines von zehn Amtsgerichten im Bezirk des Landgerichts Freiburg.

## Gerichtssitz und -bezirk
Sitz des Gerichts ist Emmendingen. Der Gerichtsbezirk umfasst die Stadt Emmendingen und die Gemeinden Denzlingen, Freiamt, Malterdingen, Reute, Sexau, Teningen sowie Vörstetten. Damit leben im Gerichtsbezirk etwa 70.200 Menschen (Stand: 31. Dezember 2018).

## Zuständigkeit
Neben den allgemeinen Aufgaben ist es in Familien-, Schöffen- und Haftsachen auch für die Bezirke der Amtsgerichte in Ettenheim, Kenzingen und Waldkirch zuständig. Daneben war es bis Ende 2006 für die Amtsgerichte Kenzingen und Waldkirch für die Führung des Handels- und Partnerschaftsregisters zuständig.
Für Mahnsachen ist das Amtsgericht Stuttgart und für Landwirtschaftssachen das Amtsgericht Freiburg zuständig.
Der Zuständigkeitsbereich des dem Amtsgericht Emmendingen angegliederten Grundbuchamts entspricht dem Landgerichtsbezirk Freiburg.

## Übergeordnete Gerichte
Dem Gericht unmittelbar übergeordnet ist das Landgericht Freiburg. Zuständiges Oberlandesgericht ist das Oberlandesgericht Karlsruhe und in Zivilsachen seine Außensenate in Freiburg.

## Lage und Gebäude
Das Gerichtsgebäude liegt zentral in Emmendingen nur etwa fünf Gehminuten vom Bahnhof entfernt.
Es gibt zwei Erklärungen für den Bau des Gebäudes:
Die eine: Es wurde 1789 vom Markgrafen Karl Friedrich von Baden als Witwensitz für seine zweite Frau Luise Karoline von Hochberg errichtet (Heinrich Maurer (Emmendingen, 1912, S. 134)). Diese bewohnte das Gebäude aber nie.
Die andere: Der Oberamtmann Johann Georg Schlosser kaufte Ende 1778 dem Markgrafen das Amtshaus ab. Somit wurde eine neue Landvogtei gebaut werden. Diese wird gebaut und ab 1790 vom neuen Landvogt dem Freiherrn von Liebenstein genutzt.
Die Pläne für das Gebäude wurden von Carl Friedrich Meerwein entworfen. Es wird auch als das Neue Schloss bezeichnet.